# Евангелски блаженства
Деветте евангелски блаженства са изречени публично от Иисус Христос при проповедта му на планината Карн Хаттин, Палестина.
| „                                              | 1. Блажени бедните духом, защото тяхно е Царството небесно. 2. Блажени плачещите, защото те ще се утешат. 3. Блажени кротките, защото те ще наследят земята. 4. Блажени гладните и жадните за правда, защото те ще се наситят. 5. Блажени милостивите, защото те ще бъдет помилвани. 6. Блажени чистите по сърце, защото те ще видят Бога. 7. Блажени миротворците, защото те ще се нарекат синове Божии. 8. Блажени изгонените заради правда, защото тяхно е Царството небесно. 9. Блажени сте вие, когато ви похулят и изгонят, и кажат против вас лъжовно каква и да е лоша дума заради Мене. Радвайте се и веселете се, защото голяма е наградата ви на небесата, понеже така гониха пророците, които бяха преди вас. | “ |
| Библията, Евангелие от Матей 5 глава 3-12 стих | |   |